# Jin Sun-Yu
Jin Sun-Yu o Jin Seon-Yu (en hangul: 진선유, en hanja: 陳善有) (Daegu, Corea del Sud 1988) és una patinadora de velocitat en pista curta sud-coreana que destacà en els Jocs Olímpics d'Hivern de 2006.

## Biografia
Va néixer el 17 de desembre de 1988 a la ciutat de Daegu.

## Carrera esportiva
Als 17 anys va participar en els Jocs Olímpics d'Hivern de 2006 realitzats a Torí (Itàlia), on aconseguí guanyar tres medalles d'or en les proves de 1.000 m., 1.500 m. i 3.000 metres relleus. Es convertí en la primera sud-coreana en aconseguir tres medalles d'or en uns mateixos Jocs Olímpics per només 30 minuts de diferència, ja que el seu company Ahn Hyun-Soo també ho feu en aquests mateixos Jocs.
Al llarg de la seva carrera ha guanyat 17 medalles en el Campionat del Món de patinatge de velocitat en pista curta, destacant els seus 13 ors.